# Münchwilen (Turgowia)
Münchwilen – miejscowość i gmina (Politische Gemeinde) w północno-wschodniej Szwajcarii, w kantonie Turgowia, siedziba administracyjna okręgu (Bezirk) Münchwilen. Leży nad rzeką Murg. 

## Demografia
W Münchwilen mieszka 5 846 osób. W 2021 roku 21,9% populacji gminy stanowiły osoby urodzone poza Szwajcarią. 

## Transport
Przez teren gminy przebiegają autostrada A1 oraz drogi główne nr 7 i nr 354.